# 給香港的信
《給香港的信》（英語：Letter To Hong Kong）是香港電台一個時事節目，由香港社會各界人士以書信形式向香港市民發表意見。
《給香港的信》逢星期日早上8時15分至8時25分在香港電台第三台播放。
2021年4月1日，《給香港的信》抽起原定4月4日由屯門區議員巫堃泰撰寫的內容，改播前香港電台顧問委員會主席陳建強所寫的內容。
2021年5月30日，香港電台播出最後一集《給香港的信》，內容是盛智文所寫的信件。之後由新節目《#Hashtag Hong Kong》取代。

## 參照
1. ↑  . 大紀元時報. 2021-04-02  [2021-06-11]. （原始内容存档于2021-06-11）.
2. ↑  . 明報. 2021-06-07  [2021-06-11]. （原始内容存档于2021-07-07）.

## 外部連結
- 給香港的信 （页面存档备份，存于）